# Pape Sarr
Pape Matar Sarr (Thiaroye, 14 september 2002) is een Senegalees voetballer die doorgaans als defensieve middenvelder speelt. Hij verruilde FC Metz in augustus 2021 voor Tottenham Hotspur. Sarr debuteerde in 2021 in het Senegalees voetbalelftal.

## Clubcarrière
Sarr speelde in eigen land voor Génération Foot tot FC Metz hem in september 2020 naar Frankrijk haalde. Hiervoor debuteerde hij op 29 november 2020 in de Ligue 1, tegen Stade Brestois. Zijn eerste doelpunt in Franse dienst volgde op 31 januari 2021, ook tegen Brestois. Sarr speelde zich in januari 2021 in de basis bij Metz en hield die positie de rest van het seizoen vast. Na drie speelronden van 2021/122 tekende hij een contract voor vijf jaar bij Tottenham Hotspur, dat 16,9 miljoen euro voor hem betaalde. Hij bleef daarna nog wel tot en met juni 2022 op huurbasis bij Metz voor hij zich in Engeland meldde.
Sarr maakte op 1 januari 2023 zijn debuut in de Premier League tijdens een wedstrijd tegen Aston Villa. Vlak daarna speelde hij ook voor het eerst in de FA Cup (tegen Portsmouth en in de Champions League (tegen AC Milan)

## Interlandcarrière
Sarr debuteerde op 26 maart 2021 in het Senegalees voetbalelftal. Bondscoach Aliou Cissé gaf hem toen een basisplaats tijdens een kwalificatiewedstrijd voor het Afrikaans kampioenschap thuis tegen Congo-Brazzaville (0–0). Hij behoorde ook tot de selectie op het Afrikaans kampioenschap 2021 zelf. Hij mocht dat toernooi één keer invallen, in de halve finale tegen Burkina Faso. Tijdens alle andere wedstrijden keek hij vanaf de reservebank toe hoe zijn teamgenoten de titel wonnen. Naar aanleiding van het winnen van de Afrikaanse titel benoemde Senegalees president Macky Sall Sarr - net als al zijn ploeggenoten - tot Grootofficier in de Nationale Orde van de Leeuw. Cissé nam Sarr ook mee naar het WK 2022. Hierop viel hij twee keer in, tegen Qatar en tegen Engeland.

## Erelijst
| Competitie         |         |         |         |         |
| Competitie         | Aantal  | Jaren   |         |         |
| Senegal            | Senegal | Senegal | Senegal | Senegal |
| ------------------ | ------- | ------- | ------- | ------- |
| Afrikaans kampioen | 1x      | 2021    |         |         |
| Tottenham Hotspur  |         |         |         |         |
| UEFA Europa League | 1x      | 2024/25 |         |         |